# Hermann Gröninger

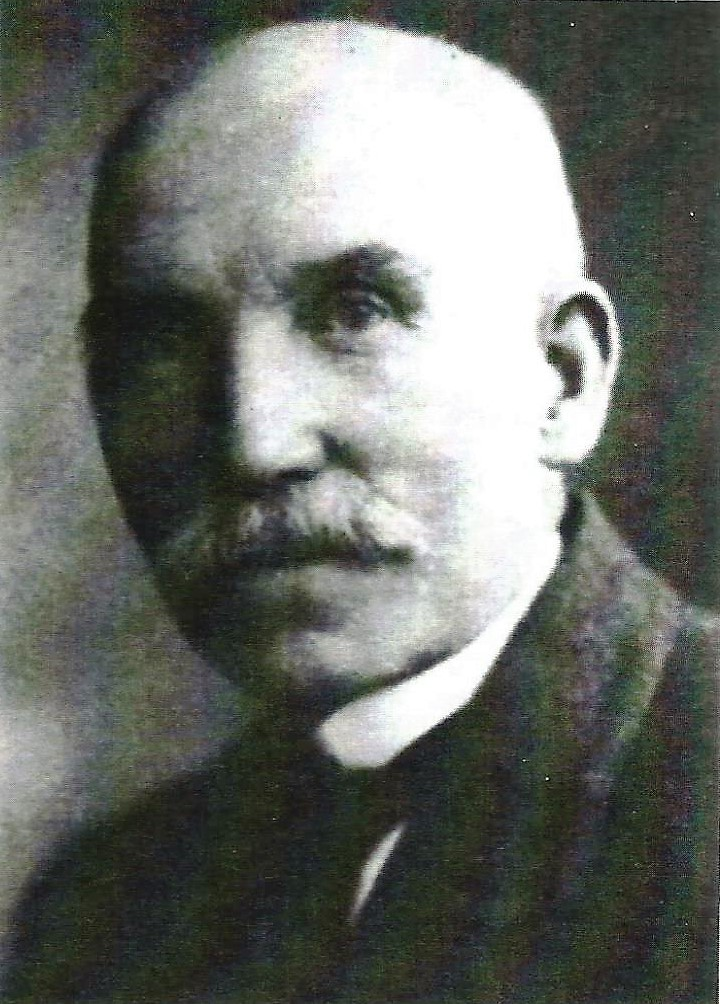
Hermann Gröninger (um 1930)

Hermann Gröninger (* 22. August 1852 in Lindloh, Kirchspiel Rütenbrock; † 22. Mai 1933 ebenda) war ein emsländischer Schriftsteller, Heimatdichter und Pionier der Hochmoorkultivierung.

## Leben
Hermann Heinrich Gröninger war Sohn des Moorkolonisten Hermann Heinrich Gröninger (1810–1865) und dessen Ehefrau Anna Maria Gröninger, geb. Ellermann (1807–1883), die 1837 geheiratet hatten. Am 18. Juli 1876 heiratete er Anna Maria Busemann (1856–1922) in der Kirche St. Maximilian in Rütenbrock. Aus der Ehe gingen elf Kinder hervor, acht Söhne und drei Mädchen. Von den Söhnen starben jedoch vier jung. Gröninger war römisch-katholischer Konfession. Im Ort war die Familie Gröninger unter dem Beinamen Turks bekannt.
1888 sorgte Gröninger für Aufsehen, als er sein auf Moor gebautes Haus abreißen ließ und sich ein neues Ziegelsteingebäude auf aufgeschütteten Sand setzten ließ. Bis dahin wohnten die Moorkolonisten in Fachwerkhäusern, die direkt auf den Moorboden gebaut waren. Gröninger verwendete auch als erster im Moor neue landwirtschaftliche Verfahren in seinem Betrieb. So ließ er das Moor durch Drainagen entwässern und setzte auf abgetorften Flächen Kunstdünger ein. Er arbeitete mit der Lingener Moorversuchsstation zusammen und pflanzte auf seinem Hof bis dahin im Moor unbekannte Pflanzen und Sträucher. Aus diesen Testpflanzungen entstand eine Parkanlage. 1909 hielt Gröninger auf seinem Hof einen Vortrag über die Geschichte der Moorkolonien. Aus dem Zuhörerkreis kam die Idee auf, dass Gröninger doch seine Vorträge in Buchform veröffentlichen könne. So gab Gröninger 1910 sein erstes Buch heraus und in den folgenden Jahren erschienen weitere.
Darüber hinaus war Gröninger der Gründer von zahlreichen örtlichen Genossenschaften, wie z. B. der Bewässerungsgenossenschaft, der Bezugs- und Absatzgenossenschaft, der Molkerei, der Spar- und Darlehenskasse, der Dampfdrescherei-Genossenschaft und der Entwässerungs- und Verfehnungsgenossenschaft. In vielen dieser Genossenschaften war er über Jahre als Vorstand oder Leiter tätig.

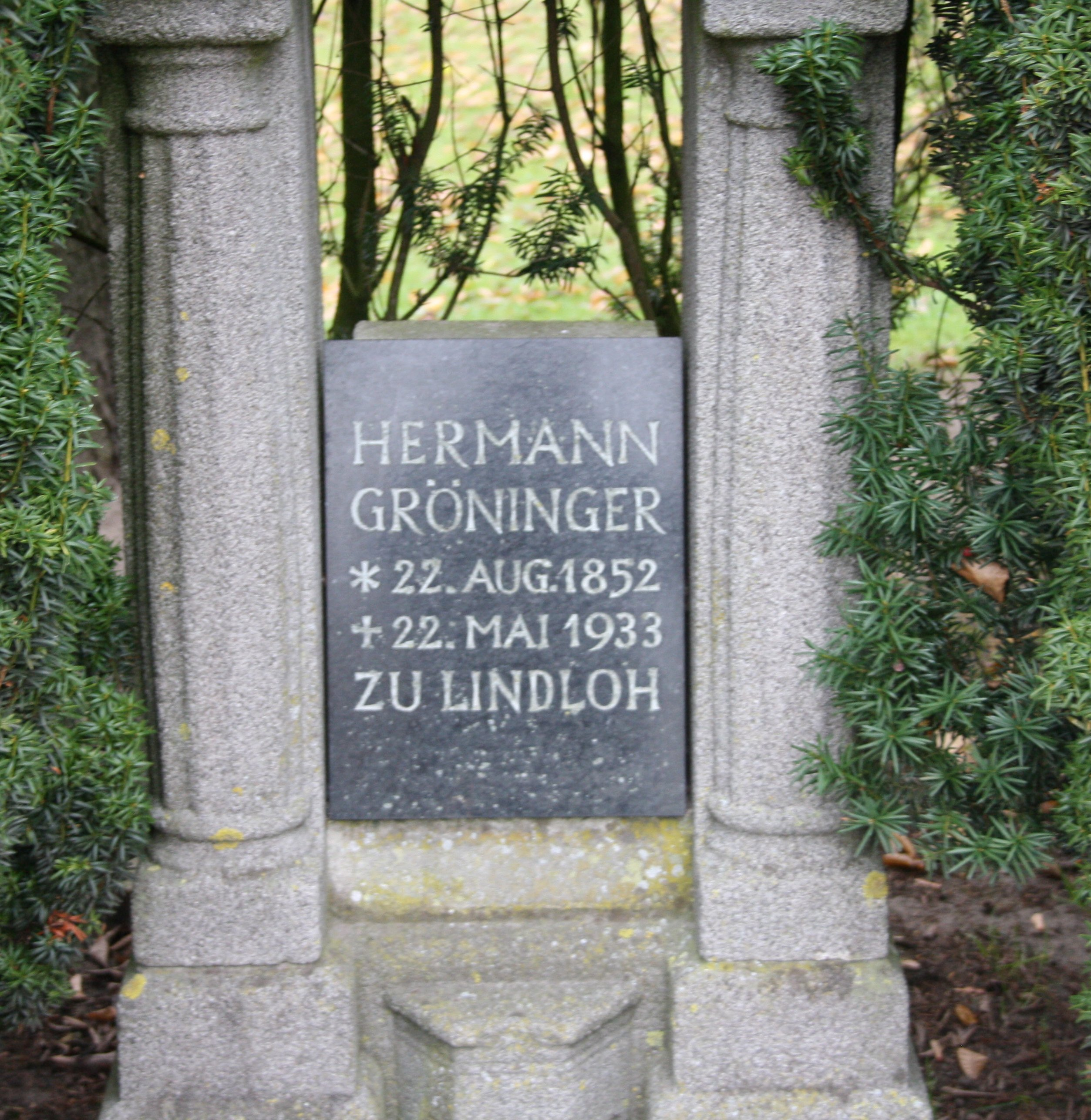
Grab von Hermann Gröninger auf dem Friedhof in Rütenbrock.

Gröninger verstarb am 22. Mai 1933 in Lindloh und wurde in Rütenbrock beigesetzt. Er wurde 80 Jahre alt.
In den 1970er und 1980er Jahren gab der Emsländische Heimatbund Nachdrucke von Gröningers Büchern heraus.
Die Hermann-Gröninger-Straße in Lindloh wurde nach ihm benannt.

## Werke
- Aus der Geschichte emsländischer Moorkolonien, 1910 (Nachdruck 1982)
- Rütenbrock und die umliegenden Moorkolonien nebst geschichtlichen Aufzeichnungen und Sagen über einen Teil des Kreises Meppen und des angrenzenden Hollands, 1910 (Nachdruck 1977)
- Tausend plattdeutsche Sprichwörter in emsländischer Mundart, dem Volke abgelauscht und geordnet, 1918 (Nachdrucke 1977 und 1981)
- Die holländischen und deutschen Verfehnungen im Bourtanger Moor, 1919 (Nachdruck 1982)
- Aus unserem Dorfe. Heitere Heimatgeschichten, 1922 (Nachdruck 1981)
- Reise nach Bosnien und andere Erzählungen, 1924
- Das geheime Versteck im Moor, 1924
- Die geldersche Maid, 1948 posthum veröffentlicht von Heinrich Blanke
- Emsländische Bauernchronik. Fast vergessene Geschichten aus dem Moor (Nachdruck 1980)
- Gröningers Heimatgeschichten und Sprichwörter. Heiteres und Besinnliches aus dem Emsland (Nachdruck 1981)